# Friedrich Karl Dühring
Friedrich Karl Dühring (* 20. Juni 1880 in Breslau; † nach 1925) war ein deutscher Kolonialoffizier und Kaiserlicher Resident in Adamaua.

## Leben
Dühring, Sohn eines preußischen Offiziers, besuchte die Bürgerschule und das Gymnasium Am Thie in Blankenburg, trat dann in das Kadettenkorps ein und wurde 1899 Leutnant im 3. Niederschlesischen Infanterie-Regiment Nr. 50. Im März 1906 schied er aus dem Heer aus und trat zur Kaiserlichen Schutztruppe für Kamerun über, wo er 1909 zum Oberleutnant und 1913 zum Hauptmann avancierte.
Im Januar 1907 übernahm Dühring die Leitung des Postens Ngaundere. 1910 war er in Garua stationiert. Als Resident von Adamaua (1912/13) unternahm er im Juli 1912 eine militärische Expedition gegen die Fali von Kangu. Im Ersten Weltkrieg war er ab Oktober 1914 bei der Verteidigung von Garua eingesetzt und geriet bei der Übergabe der Stadt am 11. Juni 1915 in französische Gefangenschaft. Über Frankreich und die Schweiz kehrte er im Juli 1918 als Austauschgefangener nach Deutschland zurück. Dühring erhielt am 9. August 1919 unter Verleihung des Charakters als Major seinen Abschied mit gesetzlicher Pension und der Erlaubnis zum Tragen der bisherigen Uniform.
Dühring zeigt ein reges Interesse an der Ethnologie des von ihm verwalteten Gebiets, das auch in Aufsätzen in Fachzeitschriften Niederschlag fand.

## Publikationen
- Eine Expedition gegen die Kangu-Heiden. In: Deutsches Kolonialblatt 24 (1913), S. 101.105
- Das südliche Bana-Land (Logone-Bezirk). In: Deutsches Kolonialblatt 25 (1914)
- Ethnologisches aus Adamaua. In: Zeitschrift für Ethnologie 49 (1917), S. 131–135
- Die Bevölkerung des Logone-Bezirks in dem früheren deutschen Schutzgebiet Kamerun. In: Mitteilungen aus den deutschen Schutzgebieten 33 (1925), S. 64–77